# Södertunneln
För andra betydelser, se Södertunneln (olika betydelser).

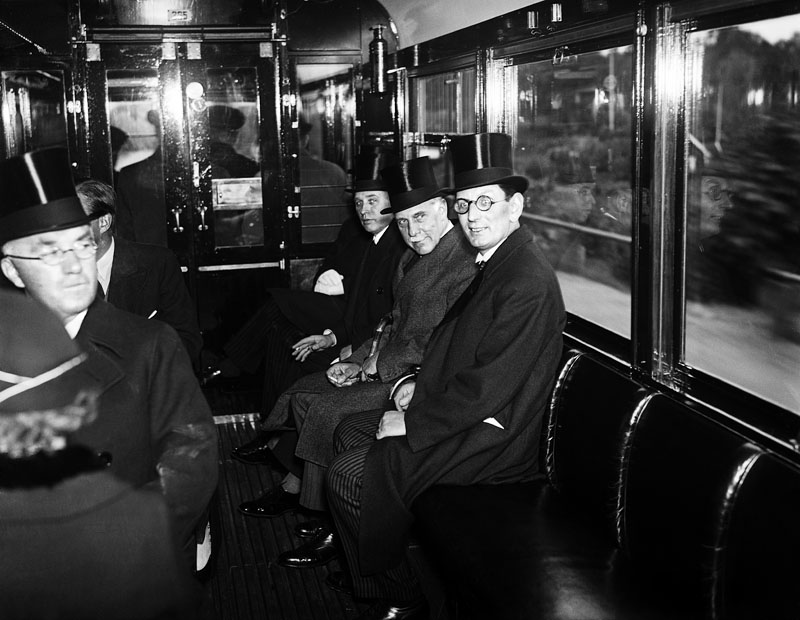
Invigningstur i Södertunneln 1933; borgarrådet Yngve Larsson till höger.

Södertunneln, även kallad Katarinatunneln, är en tunnel från Skanstull till Slussen på Södermalm i Stockholm, invigd 30 september 1933, och idag en del av Stockholms tunnelbanas gröna linje. Södertunneln var den första lokalbanetunneln i Stockholm och kom att bana vägen för den senare utbyggnaden av tunnelbanan. 

## Historik

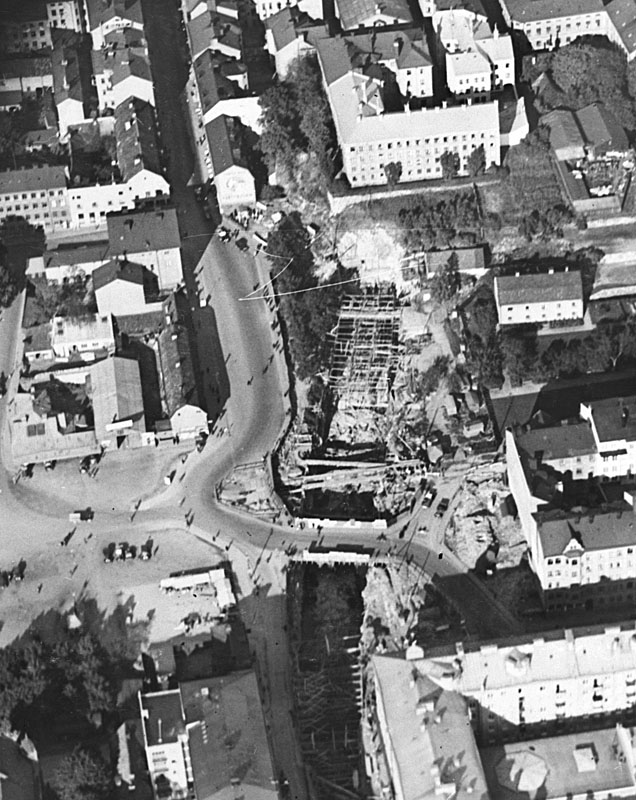
Södertunneln vid Södra bantorget under utbyggnad i öppet schakt, 1932.

Redan 1920 hade ett förslag rests om att föra ned trafiken från Enskedebanan i tunnel, då man insett att det var problematiskt med den allt tätare spårvagnstrafiken på gatorna. Under hela 1920-talet genomfördes utredningar. När sedan också Örbybanan öppnade 1930 blev läget än mer akut och samma år tillsattes 1930 års trafikkommitté under ledning av borgarrådet Yngve Larsson. Kommittén framlade sitt betänkande om Södertunneln och Slussen den 5 februari 1931, och den 30 mars fattade stadsfullmäktige beslutet att genomföra projekten. Kostnaden för tunneln beräknades till 4,5 miljoner kronor.
År 1931 kom bygget igång, med sprängning under Katarinaberget mellan Mariagränd och Södra Bantorget (nuvarande Medborgarplatsen). Ansvarig för projekterings- och konstruktionsarbetena var Gösta Lidén. Från Södra Bantorget längs Götgatan fram till Ringvägen byggdes banan i öppet schakt. Bygget medförde trafikproblem på Götgatan, inte minst för spårvägstrafiken som fick ledas om. 
Den nya tunnelbanan, eller premetron, fick tre stationer. Slussen, med vändslinga, Södra Bantorget och Ringvägen, de två senare idag omdöpta till "Medborgarplatsen" respektive "Skanstull". Stationerna hade 60 meter långa plattformar, men redan från början hade man planerat för en fullskalig tunnelbana med  100 meters längd. För stationernas skyltar och färgsättning svarade konstnären Kalle Lodén. Tunnelbanan fick också ett för tiden avancerat signalsystem för att möjliggöra tät trafik. Den 30 september 1933 var det dags för invigningsceremoni med bland andra borgarrådet Yngve Larsson, och stockholmarna hade fått sin första tunnelbana. 
Redan 1941 beslutades att Södertunneln tillsammans med anslutande förortsbanor skulle konverteras till full tunnelbanestandard, och i mitten av 1940-talet inleddes arbetet att anpassa förortssträckorna. 1949 var det dags att bygga om Södertunneln, vilket blev dyrare och mer omfattande än man ursprungligen tänkt sig, främst på grund av att man nu bestämt sig för längre tåg och plattformar med 145 meters längd på grund av den snabbt ökande trafikmängden. Den 1 oktober 1950 invigdes tunnelbanetrafiken med de nya tunnelvagnarna, av en vagntyp som till utseendet i mycket hög grad påminner om de äldre vagnar som fortfarande trafikerar Stockholms tunnelbana. Den 24 november 1957 knöts den södra tunnelbanan samman med den norra och i början av 1960-talet överdäckades Slussens tunnelbanestation och fick sitt nuvarande utseende.

## Vägtunnel
Det fanns även en projekterad tunnel för vägtrafik med namnet Katarinatunneln som dock aldrig byggdes. Dess norra tunnelmynning skulle ligga i början av Katarinavägen, ungefär där P-hus Slussens har sina in- och utfarter. Här ligger Tunnelbacken som fick sitt namn 1925 efter denna biltunnel.

## Historiska bilder

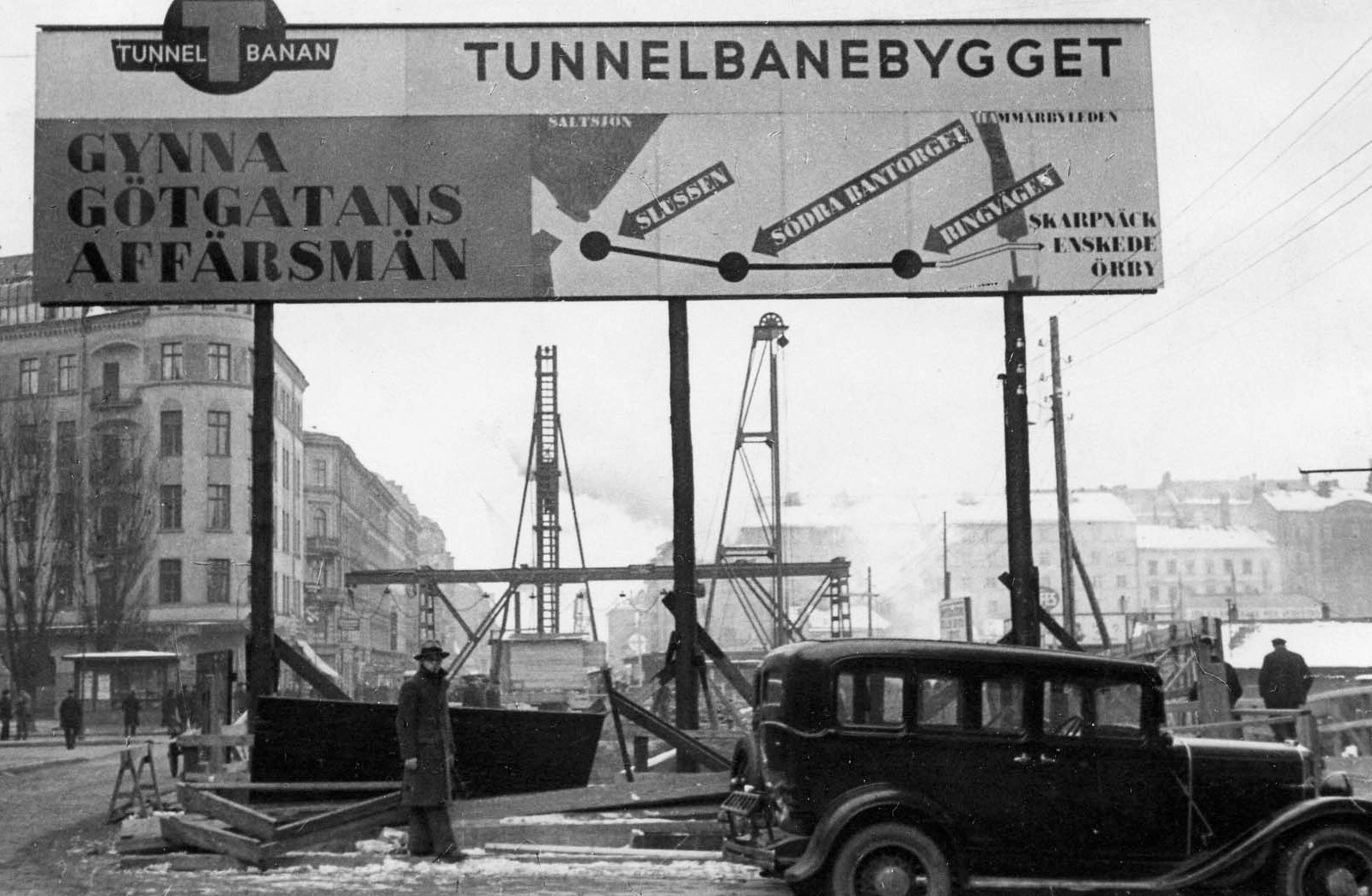
Tunnelbygget på Götgatan i mars 1933
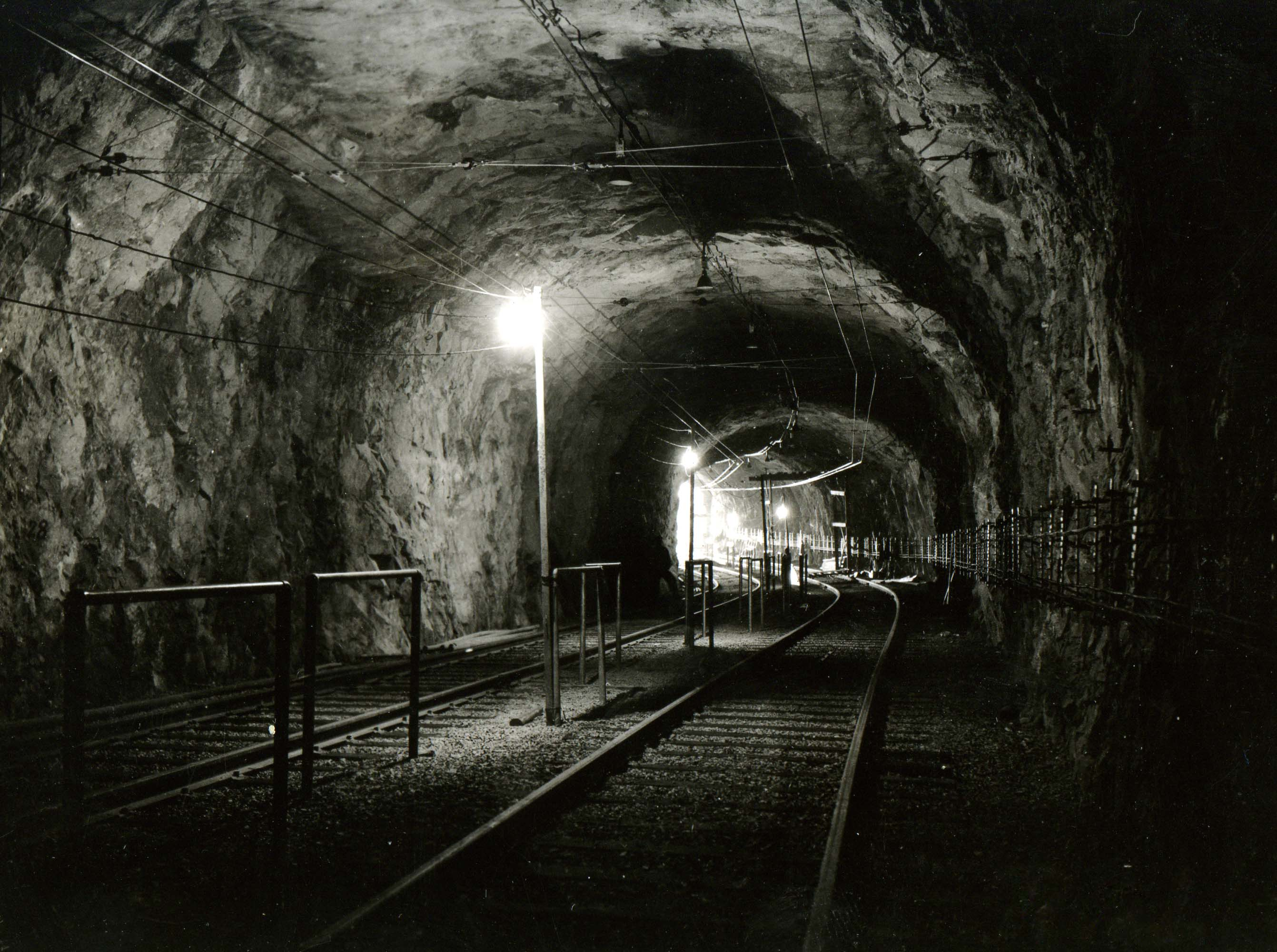
Södertunneln 1933
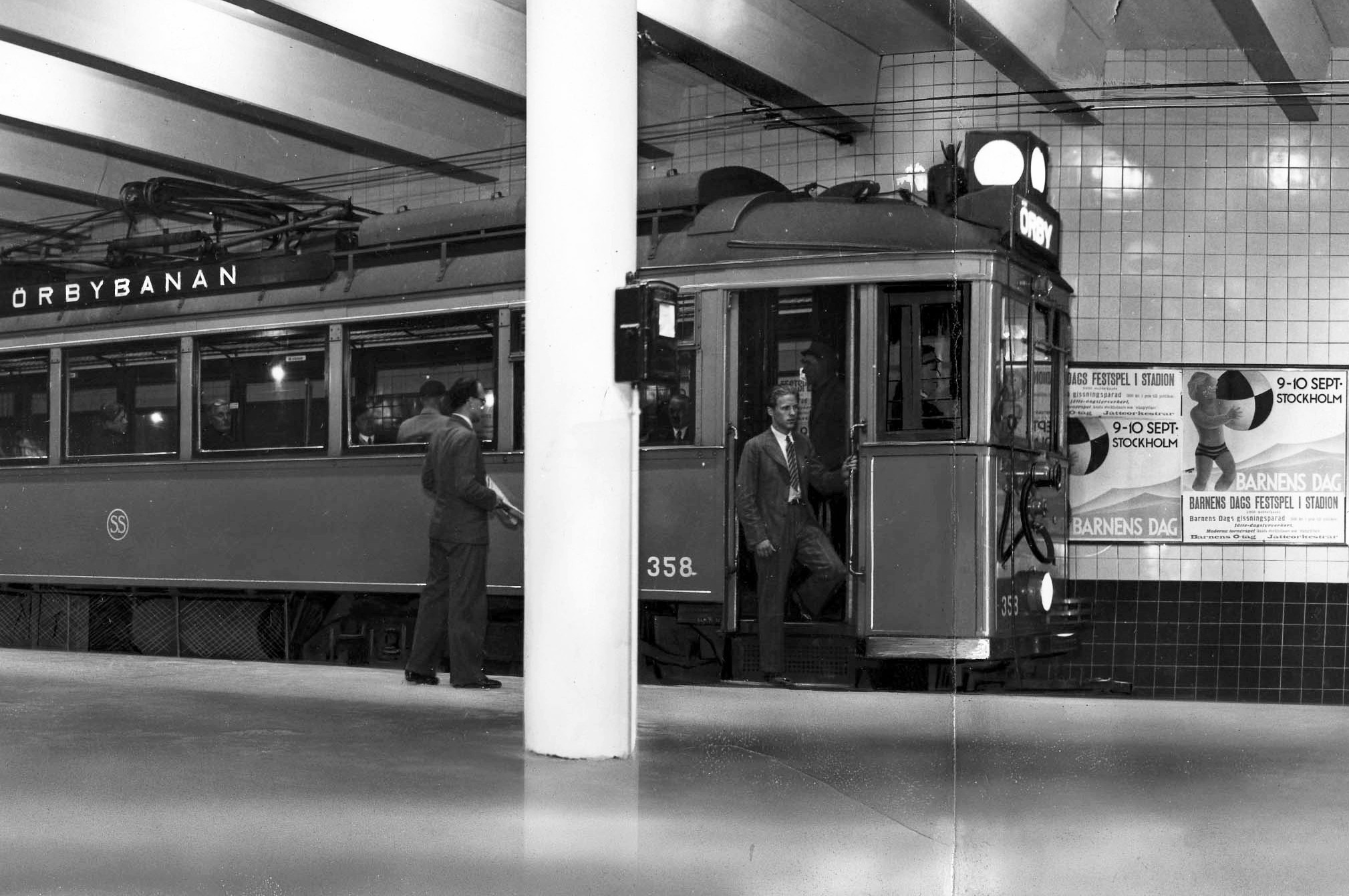
Station "Ringvägen" i september 1933
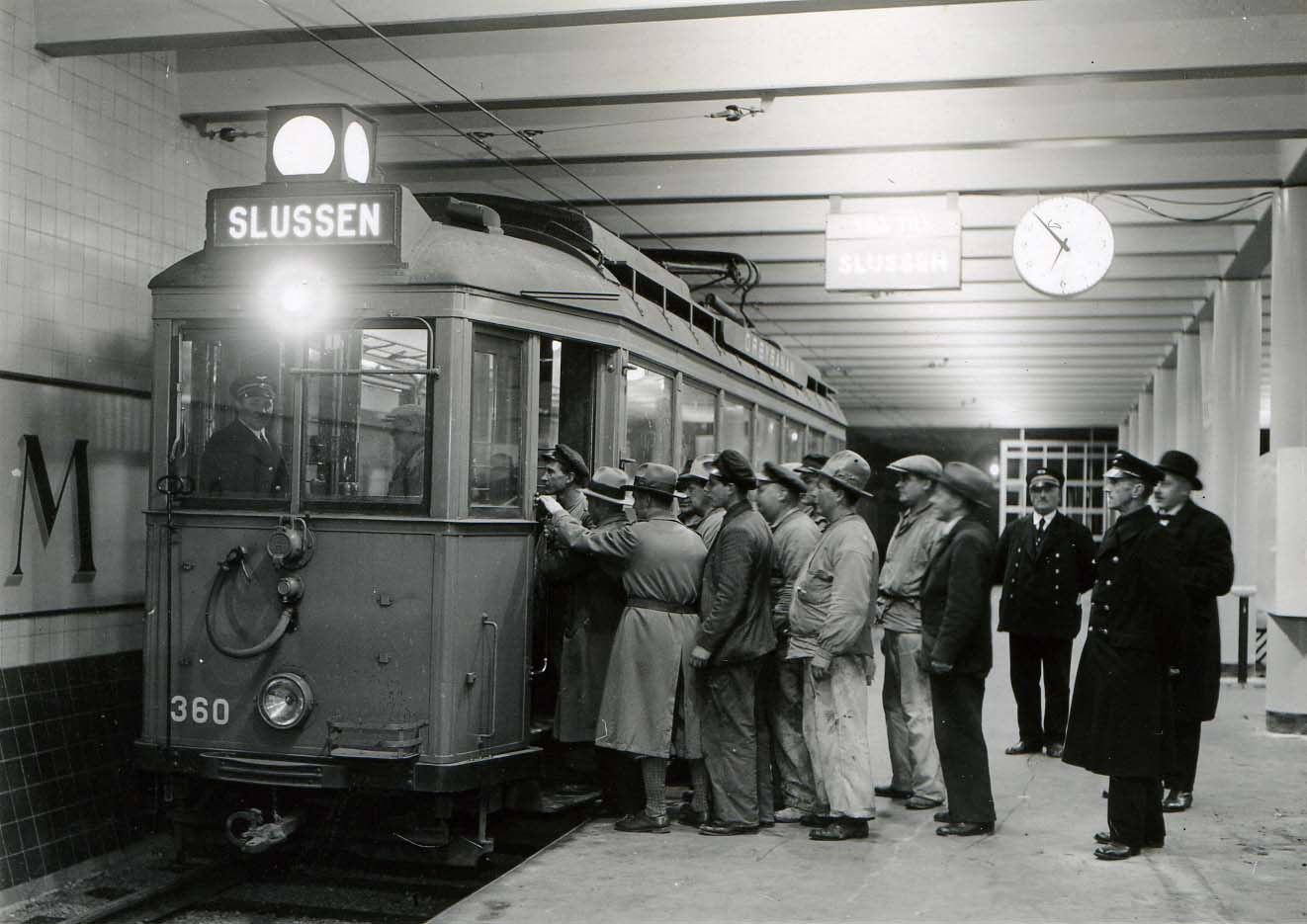
Örbybanan på "Ringvägen" 1933